# St. Georg der Lateiner (Famagusta)

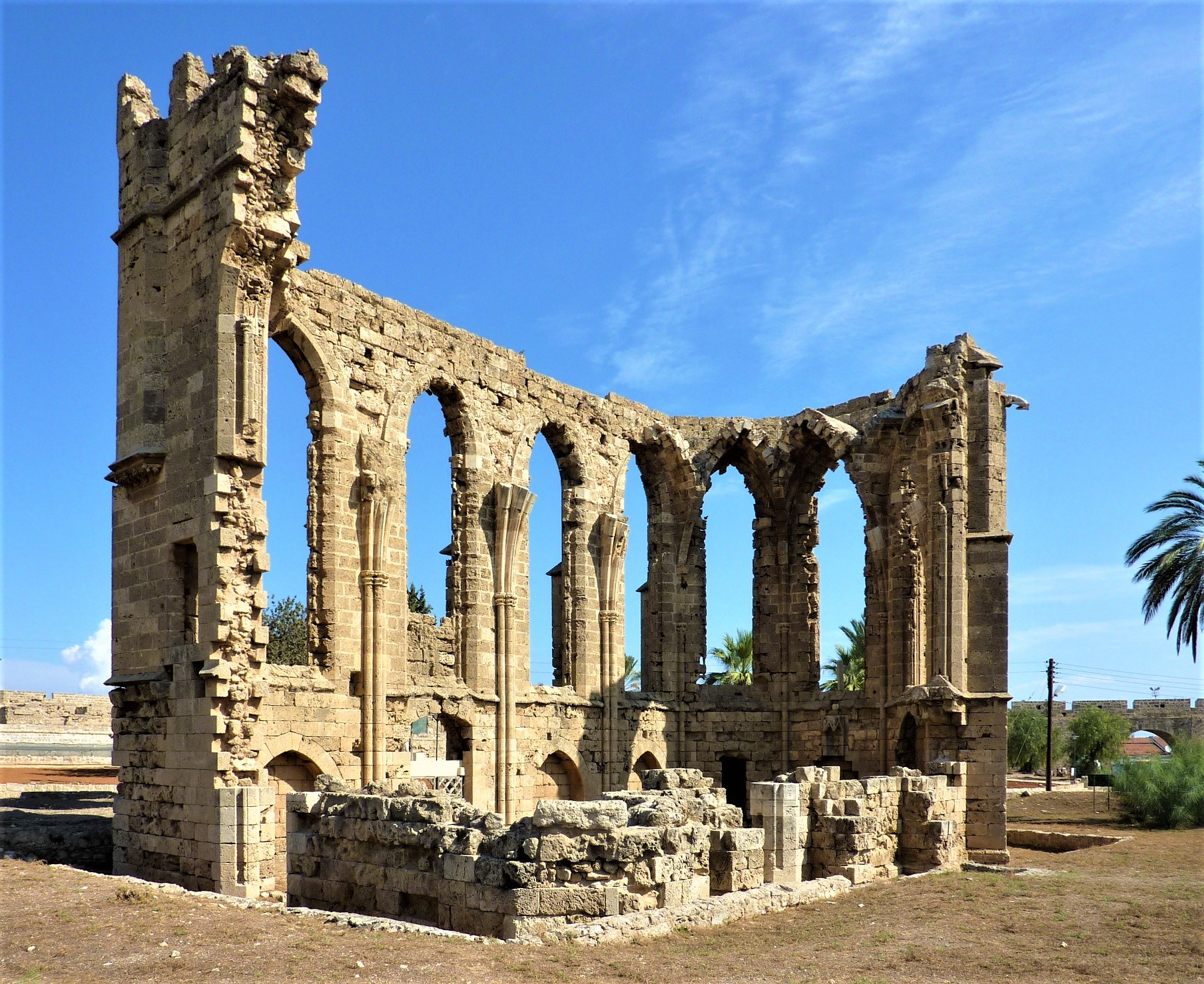
Die Ruine von St. Georg

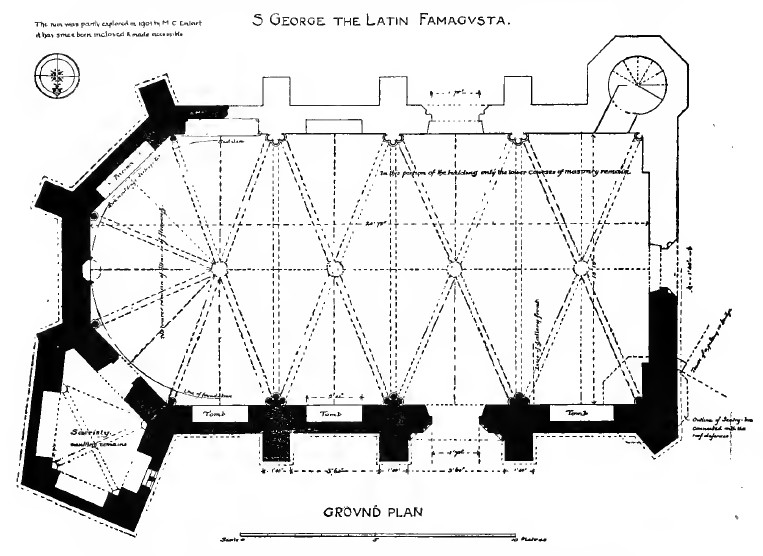
Grundriss 1918

St. Georg der Lateiner ist eine ehemalige Pfarrkirche der Kreuzfahrer in Famagusta auf Zypern. Die Kirche trägt den Beinamen der Lateiner, da an ihr der lateinische Ritus gefeiert wurde und um sie von der orthodoxen Kirche St. Georg der Griechen abzugrenzen.

## Geschichte
St. Georg wurde wahrscheinlich in der zweiten Hälfte des 13. Jahrhunderts durch die fränkischen Kreuzfahrer in Famagusta nördlich der St. Nikolaus-Kathedrale, mit der St. Georg stilistische Ähnlichkeiten aufweist, als erste lateinische Pfarrkirche im Ort errichtet. Die Kunsthistorikerin Panagopoulos weist auch auf Übereinstimmungen mit der Sainte-Chapelle in Paris und anderen zeitgenössischen gotischen Bauwerken in Nordfrankreich wie St-Urbain in Troyes hin.
St. Georg wurde als schlichte einschiffige hochgotische Kirche von vier Jochen mit Kreuzgratgewölben und polygonalem Chorschluss errichtet. Durch osmanischen Artilleriebeschuss wurde die Kirche 1571 schwer getroffen und die Südseite und die Gewölbe zum Einsturz gebracht.